# عرض باريس لاستضافة الألعاب الأولمبية الصيفية 2024
باريس 2024 هو العرض الناجحة لاستضافة ألعاب الأولمبياد الثالث والثلاثين والألعاب البارالمبية السابعة عشرة في العاصمة الفرنسية .  أعلنت باريس رسميًا عن نيتها تقديم العطاءات في 23 يونيو 2015 - وهو التاريخ الذي يتم فيه الاحتفال باليوم الأولمبي عالميًا. بعد عمليات الانسحاب من عملية تقديم عطاءات دورة الألعاب الأولمبية الصيفية لعام 2024 والتي أفضت إلى بقاء مدينتين مرشحتين فقط ( لوس أنجلوس وباريس)، أعلنت اللجنة الأولمبية الدولية أن دورة الألعاب الأولمبية الصيفية لعام 2028 سيتم منحها في نفس وقت ألعاب 2024. بعد موافقة لوس أنجلوس في 31 يوليو 2017 على استضافة ألعاب 2028. تم الإعلان عنه رسميًا في جلسة اللجنة الأولمبية الدولية في مدينة ليما في البيرو.
استضافت باريس سابقًا الألعاب الأولمبية الصيفية لعام 1900 والألعاب الأولمبية الصيفية لعام 1924. وستكون باريس ثاني مدينة (بعد لندن) تستضيف الألعاب الأولمبية ثلاث مرات. تجدر الإشارة إلى أن عام 2024 يصادف الذكرى المئوية لدورة الألعاب الأولمبية الصيفية التي أقيمت في باريس عام 1924، بالإضافة إلى أول دورة ألعاب أولمبية شتوية في شامونيكس.  في 31 يوليو 2017، أُعلن ان المنافس لوس أنجلوس سيستضيف دورة 2028، مما يمنح باريس تلقائيا حق استضافة ألعاب 2024. 

## تواريخ
ستقام الألعاب الأولمبية في الفترة من 26 يوليو 2024 إلى 11 أغسطس 2024؛ بينما ستقام دورة الألعاب البارالمبية في الفترة من 28 أغسطس 2024 إلى 8 سبتمبر 2024. وستكون باريس ثاني مدينة تستضيف الألعاب ثلاث مرات بعد لندن ( 1908 ، 1948 و2012 ). وستكون هذه هي المرة السادسة التي تستضيف بها فرنسا الألعاب الشتوية والصيفية.

## المرافق والسعة
تقع المرافق بشكل رئيسي في باريس. وتشمل أيضًا سان دوني، ولوبورجيه، والملعب الأولمبي إيف دو مانوار في كولومب، وهو أحد أهم مرافق ألعاب 1924، وفاير سور مارن، وفرساي، ومرفق بطول 600-كيلومتر (370 ميل) مستضيف فعاليات الإبحار في مرسيليا.  تم أخذ المخاوف البيئية في الاعتبار، حيث سيكون هناك تسعة أماكن مؤقتة وثلاثة فقط جديدة من إجمالي أربعين - 95٪ من الأماكن موجودة أو مؤقتة. 

### منطقة باريس الكبرى
- استاد فرنسا – مراسم الافتتاح والختام، ألعاب القوى (أحداث المضمار والميدان فقط)، 75000
- سين سان دوني – مركز الرياضات المائية (الغوص والسباحة والسباحة الإيقاعية)، 17000
- ساحة كرة الماء (بيسين دي مارفيل) – كرة الماء، 6250
- لو بورجيه – الجناح الأول – كرة الريشة (مؤقت)، 7850
- لوبورجيه – بافيليون 2 – الكرة الطائرة (مؤقتة)، 18.570 (13.010 في الملعب الرئيسي و5.560 في الملعب الثانوي)
- ميدان الرماية لوبورجيه - الرماية (مؤقت)، 4,120
- ملعب أولمبيك إيف دو مانوار ، كولومب – الهوكي، 18.520
- يو أرينا ، نانتير – الجمباز (الفني والترامبولين والإيقاعي)، 17500
- قصر الرياضة مارسيل سيردان ، ليفالوا بيريه – كرة السلة (التصفيات التمهيدية للسيدات)، 5000

### منطقة مركز باريس
- شامب دي مارس – الكرة الطائرة الشاطئية (مؤقتة)، 12860
- برج إيفل ونهر السين – السباحة في المياه المفتوحة، الترياتلون، ركوب الأمواج (مؤقت) 3,390 (10,000)
- الشانزليزيه – ركوب الدراجات (الطريق)، التزلج (الشارع)، ألعاب القوى (الماراثون وسباق المشي) (مؤقت) 4,470 (25,000)،
- القصر الكبير – المبارزة، التايكوندو، 8000
- ليزانفاليد – الرماية (مؤقتة)، 8000
- حديقة التويلري – التزلج (المنتزه) (مؤقت)، 10000
- معرض باريس بورت دو فرساي – رياضة التسلق (مؤقت)، 6650
- هالي جورج كاربنتييه – تنس الطاولة 5009
- ستاد شارليتي – البيسبول/الكرة اللينة (إذا تم قبولها)، 20.000
- ملعب جان بوان – الرجبي، 20.000
- ستاد رولان جاروس – التنس، 24.750
  - ملعب فيليب شاترييه – كرة اليد (المباريات الفاصلة)، 15.000
  - المحكمة سوزان لينجلين – الملاكمة، 10000
  - كورت دي سيريس – الكاراتيه، 5000
  - ملاعب أخرى – التنس 2000 + 8x250
- حديقة الأمراء – كرة القدم (التصفيات، نصف النهائي، النهائيات)، 61.691
- ملعب بيير دي كوبرتان – كرة اليد (التصفيات)، 5000
- لو زينيث – رفع الأثقال، 5,238
- بيرسي أرينا – الجودو، كرة السلة (الجولة التمهيدية الأخيرة للرجال، التصفيات)، 16208
- بيرسي أرينا 2 – كرة السلة (التصفيات، ليس كلها)، المصارعة، 8000

### منطقة فرساي
- لو جولف ناشيونال – جولف، 32.720
- فيلودروم دي سان كوينتين إن إيفلين - ركوب الدراجات (المضمار، BMX)، الخماسي الحديث (المبارزة)، منصتان تتسعان لـ 5000 مقعد وBMX 7040
- شاتو دو فرساي - الفروسية، الخماسي الحديث، 22.500 (الترويض، القفز، الخماسي الحديث في ملعب مؤقت)، 40.000 (حلبة مؤقتة في الحديقة)
- إيلانكور هيل – الدراجة الجبلية، 22.740

### أماكن قائمة بذاتها
- فاير سور مارن - التجديف، والتجديف (قوارب الكاياك والتعرج)، 24000 (المياه المسطحة)، 12000 (تعرج)
- مرسيليا – الإبحار 15640

### أماكن غير تنافسية
- لوبورجيه – المركز الصحفي الرئيسي، مركز البث الدولي، القرية الإعلامية
- ليل سان دوني (سيتم بناؤها) – القرية الأولمبية
- حديقة معارض مرسيليا شانو – القرية الأولمبية الفضائية لكرة القدم (أيضًا الفرق التي تلعب في أماكن أخرى غير ليل أو نانت أو باريس) ورياضيي الإبحار

### ملاعب كرة القدم (9 ملاعب مؤهلة لاختيار 6 في النهاية)
- ملعب فيلودروم ، مرسيليا ، 67.000
- حديقة الأمراء ، باريس، 61.000 (مؤكد اختياره)
- حديقة أولمبيك ليون ، ليون ، 59.000
- ملعب بيير موروا ، ليل ، 50.000
- نوفو ستاد دي بوردو ، بوردو ، 42000
- ملعب جيفروي جيشار ، سانت إتيان ، 42000
- ملعب لا بوجوار ، نانت (تم تجديده)، 38.000
- أليانز ريفييرا ، نيس ، 35000
- الملعب البلدي ، تولوز ، 32000

## شعار
تم الكشف عن شعار العرض في 9 فبراير 2016 في قوس النصر، ويرمز الشعار إلى ألوان الأشرطة الديناميكية للحلقات الأولمبية التي تشكل برج إيفل الشهير حيث يمثل الرقم "2" و"4" الرقم "24" والسنة " 2024". تم تصميم شعار العرض من قبل شركة Dragon Rouge الفرنسية.

## شعار نصي
تم إطلاق الشعار في 3 فبراير 2017 في برج إيفل: تعال للمشاركة (بالفرنسية: "Venez Partager").

## ترويج
تمت ترويج العرض بشكل كبير خلال سباق فرنسا للدراجات 2017 . ساعد أعضاء فريق العرض في تقديم القميص الأصفر إلى قائد السباق بعد مرحلة كل يوم، وخلال اليوم الأخير في باريس، تجول الدراجون عبر القصر الكبير (موقع فعاليات المبارزة والتايكوندو) في طريقهم إلى اللفات النهائية في شارع الشانزليزيه (موقع أحداث ركوب الدراجات على الطرق). بالإضافة إلى ذلك، خلال المرحلة 12 من باو إلى بيراجوديس، تم وضع علامة خاصة عند الكيلومتر 2024 بشكل عام في السباق للترويج للعرض. 

## أنظر أيضا
- عرض باريس لاستضافة الألعاب الأولمبية الصيفية 2012

## روابط خارجية
- باريس 2024

### ملف الترشح
- المرحلة الأولى: الرؤية ومفهوم الألعاب والاستراتيجية
- المرحلة الثانية: الحوكمة والتمويل القانوني والمكاني
- المرحلة 3: تسليم الألعاب والخبرة وتراث المكان

قالب:Bids for the 2024 and 2028 Summer Olympicsقالب:France bids for the Olympic Games